# Anostomus ternetzi
Anostomus ternetzi is een straalvinnige vissensoort uit de familie van de kopstaanders (Anostomidae). De wetenschappelijke naam van de soort is voor het eerst geldig gepubliceerd in 1949 door Fernández-Yépez.